# Ivanka Tchakarova

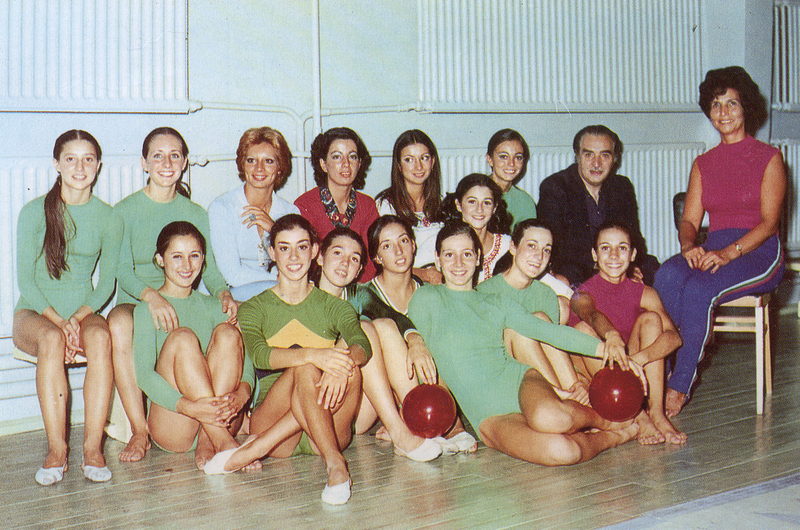
Ivanka Tchakarova (primera a la derecha) con la selección española de gimnasia rítmica (1975).

Ivanka Tchakarova (Varna, Bulgaria, 19 de enero de 1932-Toronto, 22 de junio de 2009) fue una entrenadora y juez búlgara de gimnasia rítmica. Fue la primera seleccionadora nacional en la historia de la selección nacional de gimnasia rítmica de España, entre 1974 y 1978. Está considerada una de las principales impulsoras de la gimnasia rítmica búlgara y española.

## Biografía
Estudiante en la Academia Nacional de Deportes de Sofía (Bulgaria), fue gimnasta durante la década de los 50 y comienzos de los 60. Posteriormente entrenó a la selección nacional búlgara y fue una de las fundadoras de la independiente Federación Búlgara de Gimnasia Rítmica, de la que fue vicepresidenta y después presidenta (1966-1973). Es considerada una figura muy influyente en el desarrollo de la gimnasia rítmica en Bulgaria, que en esa época logró éxitos como los títulos mundiales cosechados por María Gigova o el conjunto búlgaro. Tchakarova también fue miembro del Comité Técnico de Gimnasia Rítmica de la Federación Internacional de Gimnasia (1966-1976) y desde 1976, Miembro Honorario de dicho organismo.

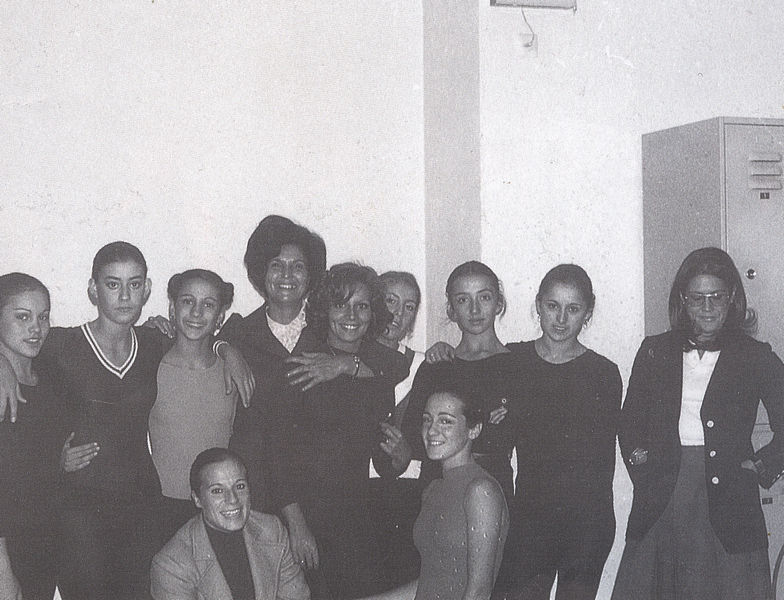
Tchakarova (cuarta a la izquierda, de pie) con la selección española (1975).

Posteriormente, la Federación Española de Gimnasia la escogió para ser la primera seleccionadora nacional de la selección nacional de gimnasia rítmica de España. Ocupó ese puesto desde 1974 hasta 1978, y contó con la ayuda como entrenadoras de Carmen Algora y, en un primer momento, también de Teresa de Isla. Inicialmente entrenaron en la Delegación Nacional de Deportes, y posteriormente pasaron al Gimnasio Moscardó de Madrid. También realizaron varias concentraciones antes de las competiciones, como las que tuvieron en Pontevedra, Sofía o Varna.
Entre sus logros en esta etapa están las medallas de María Jesús Alegre, Begoña Blasco y el conjunto español en el Campeonato del Mundo de Madrid en 1975, y el bronce de Susana Mendizábal en el Campeonato Europeo de 1978, también en Madrid. De 1980 a 1981 volvió a la selección, pero esta vez solo como entrenadora de individuales junto a María José Rodríguez. Una de sus pupilas, Marta Bobo, fue a los Juegos Olímpicos de Los Ángeles 1984, siendo 9ª. Tchakarova está considerada una de las principales impulsoras de la gimnasia rítmica en España.
Tras dejar de entrenar a la selección española, desde mediados de los 80 vivió en Canadá, donde pasó muchos años como entrenadora del Club Kalev en Toronto, para más tarde ser dueña de su propio club, llamado Newvol, en la misma ciudad. Posteriormente entrenó en México durante un período de tiempo. Falleció el 22 de junio de 2009 en un hospital de Toronto, dos días después de sufrir un infarto.

## Medallero como seleccionadora española
A continuación se detalla el medallero completo de Ivanka Tchakarova en competiciones internacionales oficiales como seleccionadora nacional española.

### Individual
1975
- Campeonato del Mundo de Madrid:  bronce en concurso general (María Jesús Alegre),  bronce en aro (María Jesús Alegre),  bronce en pelota (María Jesús Alegre),  plata en mazas (María Jesús Alegre) y  bronce en cinta (Begoña Blasco).

1978 
- Campeonato de Europa de Madrid:  bronce en concurso general (Susana Mendizábal).

### Conjunto
1975
- Campeonato del Mundo de Madrid:  bronce en concurso general (Leticia Herrería, Carmen Lorca, Herminia Mata, María Eugenia Rodríguez, María José Rodríguez y Marilín Such, además de Teresa López, Mercedes Trullols y Cathy Xaudaró como suplentes).